# Myxosargus mystaceus
Myxosargus mystaceus är en tvåvingeart som beskrevs av James 1979. Myxosargus mystaceus ingår i släktet Myxosargus och familjen vapenflugor. Inga underarter finns listade i Catalogue of Life.